# Gui Shenyue
Gui Shenyue (chiń. 桂生悦) – chiński brydżysta, World Master (WBF).

## Wyniki brydżowe

### Zawody światowe
W światowych zawodach zdobył następujące lokaty:
| Mistrzostwa Świata. Konkurencja teamów | Mistrzostwa Świata. Konkurencja teamów | Mistrzostwa Świata. Konkurencja teamów | Mistrzostwa Świata. Konkurencja teamów | Mistrzostwa Świata. Konkurencja teamów | Mistrzostwa Świata. Konkurencja teamów |
| Rok                                    | Miejsce                                | Zawody                                 | Kategoria                              | Drużyna                                | Pozycja                                |
| -------------------------------------- | -------------------------------------- | -------------------------------------- | -------------------------------------- | -------------------------------------- | -------------------------------------- |
| 2014                                   | Sanya                                  | 14. Seria Mistrzostw Świata            | Miksty                                 | Geely Automobile                       | 2                                      |
| 2006                                   | Werona                                 | 12. Mistrzostwa Świata                 | Open                                   | Geely Auto                             | 113                                    |

| Mistrzostwa Świata. Konkurencja par | Mistrzostwa Świata. Konkurencja par | Mistrzostwa Świata. Konkurencja par | Mistrzostwa Świata. Konkurencja par | Mistrzostwa Świata. Konkurencja par | Mistrzostwa Świata. Konkurencja par |
| Rok                                 | Miejsce                             | Zawody                              | Kategoria                           | Partner                             | Pozycja                             |
| ----------------------------------- | ----------------------------------- | ----------------------------------- | ----------------------------------- | ----------------------------------- | ----------------------------------- |
| 2014                                | Sanya                               | 14. Seria Mistrzostw Świata         | Miksty                              | Wang Liping                         | 23                                  |
| 2006                                | Werona                              | 12. Mistrzostwa Świata              | Open IMP                            | Shi Xiao                            | 201                                 |
| 2006                                | Werona                              | 12. Mistrzostwa Świata              | Open                                | Shi Xiao                            | 215                                 |

## Klasyfikacja
- Gui Shenyue – klasyfikacja WBF (ang.)